# Emissão de positrões

Diferentes formas de desintegração radioactiva : radioactividades α -, β e β, captura eletrónica ε, emissão neutrónica n, e emissão protónica p.

A emissão de positrões ou desintegração β+ é um tipo de desintegração radioactiva β , em que um protão é convertido num neutrão, com emissão de uma partícula β+ (positrão) e dum neutrino.

## Mecanismo de emissão
Os protões e neutrões não são partículas elementares, mas são, cada uma constituídas por três quarks : um protão é composto por dois quark up de carga +2/3 e por um quark down de carga −1/3 (uud), o que lhe confere uma carga de +1 ; um neutrão é constituído por dois quarks down e um quark up (udd), com carga nula. Esses quarks são capazes de alterar a sua natureza, em particular, de up para down. É este fenómeno que produz uma radiação β: nesta circunstância, no caso de uma desintegração β+, um quark up torna-se num quark down, mudando de um protão para um neutrão, com a emissão de um bosão W+.
Esta reacção é imediatamente seguida pela desintegração do bosão num positrão (ou partícula β+) e um neutrino.